# Bulgari (azienda)
Bulgari (pronuncia italiana: [ˈbulɡari]) è una società italiana fondata nel 1884, attiva nel settore del lusso con prodotti di gioielleria, orologeria, profumeria, pelletteria e per l'industria alberghiera.
Dal 17 luglio 1995 al 28 settembre 2011 il titolo Bulgari è stato quotato alla Borsa Italiana.
Dal 2012 fa parte del gruppo francese LVMH.

## Genesi del nome
Il nome del marchio proviene dalla latinizzazione del cognome del fondatore dell'azienda, Sotirios Voulgaris (in greco Σωτήριος Βούλγαρης?, Sōtīrios Voulgarīs, pronuncia greca: [soˈtirjos ˈvulɣaris], italiano: Sotirio Bulgari, 1857–1932), greco di origine arumena.
La grafia è "BVLGARI" secondo le lettere dell'alfabeto latino classico (secondo il quale il segno V è usato sia per la v che per la u).

## Storia

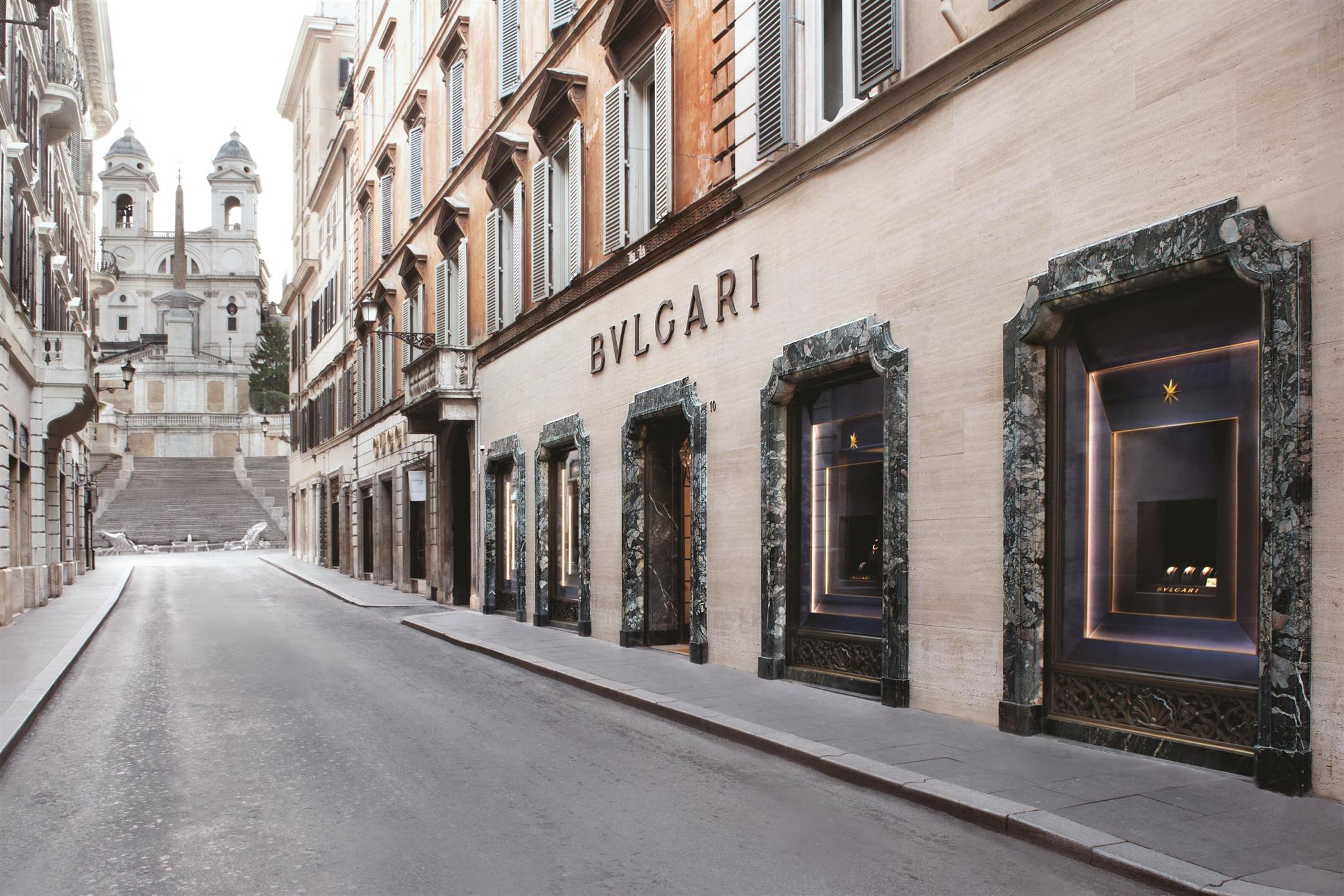
Il negozio Bulgari in Via dei Condotti, Roma

### Le origini
La famiglia di gioiellieri Bulgari proviene da un piccolo villaggio arumeno dell'Epiro, Kalarites, dove il capostipite, Sotirios, produceva oggetti in argento. Sotirio decise di abbandonare l'Epiro per cercare fortuna in Italia, arrivando a Napoli nel 1881; nel 1894 si trasferì a Roma dove, assieme al suo socio di allora, Demetrio Kremos, poté esporre le sue creazioni all'interno di una gioielleria di via Sistina. Dopo pochi anni aprì una sua prima boutique in via Sistina e poi, nel 1884, in via Condotti 28. Sotirios Voulgaris decise di aprire il suo primo negozio a Roma nel 1884 per diverse ragioni. 
1. Mercato più ampio: Roma, all'epoca, era una delle città più importanti d'Italia e un centro culturale e commerciale di grande rilevanza. La presenza di una clientela cosmopolita e di aristocratici rendeva Roma un luogo più favorevole per un'attività di lusso.
2. Tradizione artistica: La città aveva una lunga tradizione di artigianato e bellezza, e ciò si adattava perfettamente alla filosofia di Voulgaris di creare gioielli non solo come accessori, ma come opere d'arte.
3. Crescita economica: Il periodo in cui Voulgaris aprì il suo negozio era caratterizzato da un crescente interesse per il lusso e per i gioielli, in particolare da parte della nobiltà e della borghesia emergente, che si era sviluppata in quegli anni.
4. Networking e influenza: Stabilire un'attività a Roma gli permetteva di entrare in contatto con una rete di clienti influenti e artisti, permettendo una maggiore visibilità e opportunità di collaborazione.
Scegliere Roma invece di Napoli gli ha quindi offerto maggiori opportunità di crescita e successo per la sua attività.
Ispirandosi ai gioiellieri parigini, elaborò oggetti in platino, smeraldi, diamanti scomponibili; alcuni di essi prevedevano collane che potessero trasformarsi in due bracciali o spille che potevano divenire pendenti. Anche i negozi vennero ridotti di numero in modo da dare a quello di Roma maggior visibilità per renderlo il polo centrale dove venivano curati tutti gli aspetti dalla creazione alla vendita. Dei numerosi figli di Sotirio, due in particolare seguirono le orme del padre: Giorgio e Costantino, anche Fabrizio fa parte di questa famiglia.

### Seconda metà del novecento
Nel secondo dopoguerra Bulgari iniziò nuovamente una produzione e Giorgio assunse pienamente il controllo della gioielleria per permettere a Costantino la ricerca di orafi italiani ed argentieri.
Grazie al successo di Cinecittà, il negozio romano vede arrivare clientela proveniente dal mondo del cinema come Elizabeth Taylor, Marlene Dietrich, Clark Gable, Gary Cooper, Audrey Hepburn, Sophia Loren, Romy Schneider o Gina Lollobrigida.
Bulgari apre i suoi primi negozi a New York, Parigi, Ginevra e Montecarlo negli anni settanta con uno showroom all'hotel newyorkese Pierre Hotel.
Nel 1984 i nipoti di Sotirio, Paolo e Nicola Bulgari, vengono nominati presidente e vicepresidente dell'azienda e il loro nipote, Francesco Trapani, viene nominato direttore generale. All'inizio del 1990 debutta il progetto di Trapani di diversificare l'azienda, con l'uscita di una linea di profumo Bulgari.
Nel 1995 l'azienda viene quotata presso la Borsa italiana. Essa vede aumentare del 150% le sue entrate tra il 1997 e 2003. Nel 1998 Bulgari lancia la linea di accessori in cuoio e la linea di occhiali. Durante il suo mandato l'azienda si impone come marchio di lusso riconosciuto in tutto il mondo.

### XXI secolo

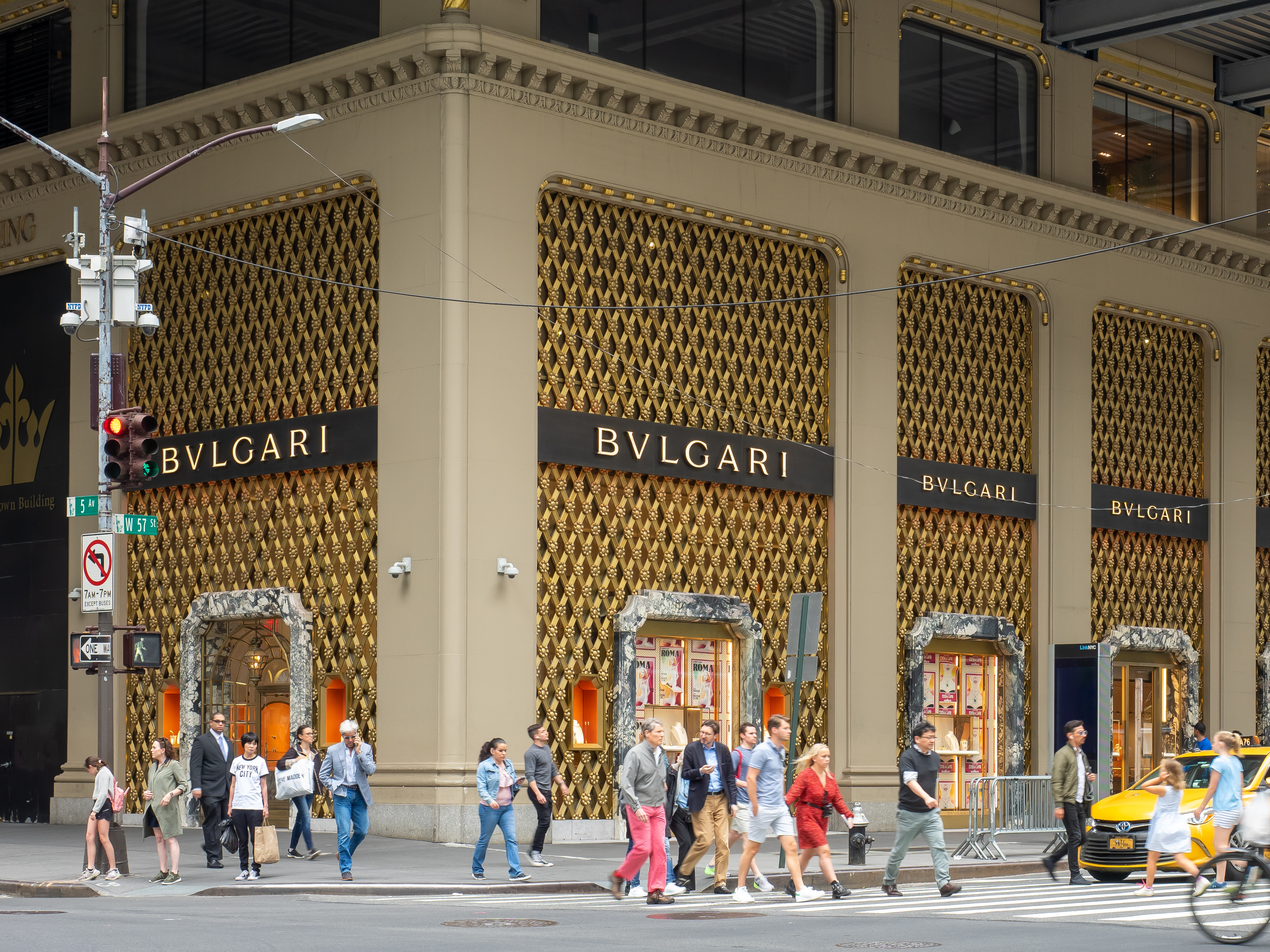
Il negozio Bulgari a New York sulla Fifth Avenue

All'inizio del 2001, Bulgari crea un'azienda comune con la divisione Lusso di Marriott International, che gestisce anche l'azienda Ritz-Carlton Hotel L.L.C., per lanciare un nuovo marchio di hotel di lusso, Bulgari Hotels & Resorts. Bulgari apre il suo primo hotel a Milano nel 2004, una stazione turistica nel 2006 e un altro hotel a Londra nel 2012. Nel 2011 Bulgari Bali viene collocato dai lettori della rivista Smart Travel Asia al secondo posto della classifica dei migliori luoghi di soggiorno in Asia. Al 2023 sono presenti nove Bulgari Hotels & Resorts a Milano, Londra, Dubai, Bali, Pechino, Shanghai, Parigi, Tokyo e Roma.
Nel 2007 Bulgari inizia a produrre cosmetici.
Il 7 marzo 2011 il gruppo LVMH annuncia di aver acquisito il 51% del capitale del gruppo e prevede di procedere a un'offerta pubblica di acquisto. La quota di LVMH sale infine al 98,09% nel settembre dello stesso anno. Nel febbraio 2012 la famiglia Bulgari rivende delle quote di LVMH per 236,7 milioni di euro.
LVMH, proprietario infine di 3,7 miliardi di euro in totale, aumenta gli investimenti pubblicitari e crea un centro di acquisti per tutti i marchi di gioielleria del gruppo. Nel 2012 Bulgari annovera 180 punti vendita di proprietà nel mondo oltre a riacquistare i diritti di utilizzo del marchio che erano stati ceduti ai franchisee.
Nel gennaio 2017 Bulgari inaugura a Valenza la più grande manifattura di gioielli d’Europa. Il sito manifatturiero è stata edificato valorizzando l'antica abitazione di Francesco Caramora, il primo orefice che contribuì a rendere Valenza famosa in tutto il mondo come "città dell'oro".

## Negozi
Bulgari è sostenuta da una rete  distributiva di circa 300 locali commerciali. In Italia il negozio più famoso è quello in via dei Condotti a Roma. La più grande boutique Bulgari al mondo si trova a Tokyo nella “Bulgari Ginza Tower”, 940 metri quadrati di superficie di vendita, che comprende un ristorante e un bar. Ci sono boutique anche in nord e sud America in numerose città come Atlanta, Chicago, New York, Lima e molte altre.

## Controversie
Nel 2005 l'azienda ha intentato una causa a tutela del proprio marchio contro l'attrice pornografica Brigitta Kocsis che allora utilizzava lo pseudonimo "Brigitta Bulgari". Nel 2008 il tribunale di Milano ha inibito all'attrice la possibilità di utilizzare commercialmente lo pseudonimo Bulgari, anche nelle varianti BVLGARI e BVLGARY, ritenendo che la scelta non possa essere considerata casuale, ma funzionale a stabilire un collegamento al marchio Bulgari. Tale sentenza, assieme ad altre tra il 2006 e il 2009, ha determinato un orientamento della giurisprudenza italiana volto a tutelare i marchi anche nel caso in cui il tentativo di contraffazione non sia volto a indurre confusione nel consumatore.
Nel 2021 l'azienda è stata oggetto delle forti rimostranze del movimento No Cav per aver girato uno spot in una cava di marmo delle Alpi Apuane contestata dagli ambientalisti.